# 伊原弘幸
伊原 弘幸（いはら ひろゆき、1984年12月11日 - ）は、競輪選手。日本競輪選手会福井支部所属、ホームバンクは福井競輪場。日本競輪学校（当時。以下、競輪学校）第90期生。実兄に、競輪学校第91期生の伊原克彦がいる。

## 来歴
福井県敦賀市出身。
福井県立科学技術高等学校の自転車部に所属し本格的に自転車競技を始める。同級生には愛三工業レーシングチームの中島康晴がいる。
師匠である松山勝久（73期）に師事し、2004年に競輪学校第90期生入学試験に合格。
2005年7月8日、ホームバンクの福井競輪場でデビュー。
2013年、通算100勝を達成した。
2022年6月23日まで、日本競輪選手会福井支部長を務めた（後任は鷲田幸司）。